# ژلشیتسه
ژلشیتسه (به لاتین: Želešice) یک منطقهٔ مسکونی در جمهوری چک است که در شهرستان برنو-ونکوو واقع شده‌است. ژلشیتسه ۹٫۹۶ کیلومتر مربع مساحت و ۱٬۵۷۷ نفر جمعیت دارد و ۲۱۰ متر بالاتر از سطح دریا واقع شده‌است.